# 蔡展鵬
蔡展鵬，PDSM（1970年8月28日—），香港警務處高級助理處長。

## 簡歷
蔡展鵬於1995年加入皇家香港警務處任職督察，主要負責保安情報和行動工作，亦曾在前線擔當不同的行動指揮崗位。曾於2004年演出香港電台電視部與懲教署聯合製作的單元實況劇《鐵窗邊緣III》第十集「玩過界」懲教人員一角。
蔡於2009年至2020年間連升五級，由督察升至高級助理處長，分別於2009年起升為警司，2014年晉升為高級警司，在保安部擔任單位指揮官，專責有關保安事務的情報行動、調查、分析與聯絡工作。他於2017年6月晉升為總警司，出任保安部副主管；於2019年1月擢升為助理處長，執掌保安部；於2020年7月擢升為警務處高級助理處長，執掌國家安全處。
蔡展鵬備受警隊栽培，曾多次遠赴中國內地和海外多所院校受訓，包括北京清華大學、英國國家警務促進局、澳洲警察管理學院、加拿大警察學院、美國亞太安全研究中心及哈佛大學甘迺迪公共行政學院，取得社會科學學士學位，並修畢人權法及公共政策與管理兩個碩士學位。
2020年，蔡展鵬獲頒授香港警察卓越獎章。
2021年8月，蔡展鵬調任警務處人事及訓練處處長。

## 相關事件

### 被美國制裁
2021年1月15日，美國財政部宣佈，制裁6名損害香港自治的内地和香港官員並公開其個人資料，被制裁者包括蔡展鵬和譚耀宗等人。被執行制裁的人士除了其美國資產會被凍結外，在海外及香港銀行服務亦極可能會被取消。2021年3月2日，蔡展鵬向恒生銀行還清其獨資持有的火炭御龍山單位按揭貸款，當時單位市值約1300萬港元。

### 色情按摩醜聞
2021年5月12日，香港多個傳媒報道，身為國安處處長的蔡展鵬在一個月前光顧「骨場」（無牌按摩院）的期間，遇上掃黃行動，蔡展鵬被同僚發現是無牌按摩院的其中一名顧客，雖然根據香港法例提供或接受性服務本身並不違法，一般情況只有經營或協助經營色情場所的人士才會被檢控，因此假如蔡展鵬只是一名接受性服務的顧客，為他提供性服務的妓女又不是未年滿16歲，蔡展鵬即使嫖妓也不算犯法，但由於蔡展鵬的國安處處長職位極為敏感，而且事件有損警隊形象，故此警方高層得悉事件後，警方一直沒有主動披露事件，直至事發一個月才因為有傳媒揭發而令事件曝光。《南華早報》在5月12日早上報道蔡展鵬因為早前被發現光顧無牌按摩院，現正休假一個月及接受調查，之後香港媒體紛紛報導事件，但Now新聞在上午刊登報導後，其新聞網頁至中午曾經一度將有關新聞報導刪除，至下午3時才恢復，Now新聞台的員工指該台新聞部主管、前TVB新聞部中國組主管陳鐵彪指示編輯組主管葉惠民要把相關的警隊負面新聞移除，新聞部主任之後向管理層爭取，有關報導才得以「重見天日」，但要配上前保安局局長葉劉淑儀認為不應未審先判的個人評論。
在多個傳媒追訪下，警方在5月11日下午作出回覆，確認正調查一宗涉及警務人員不當行為的指控，涉案人員現正休假接受調查，暫時無人被捕。警方又稱非常重視警務人員操守，必定會按既定機制作出公平公正的調查和跟進。
警務處處長鄧炳強在5月12日傍晚召開記者會表示已經指派有組織罪案及三合會調查科調查一宗警務人員涉嫌違規的事件，但拒絕提供更多資料，也不肯說明這名被調查警務人員的身份，在記者再三追問下，才在記者會結束前透露被調查的是蔡展鵬。然而警方的做法被批評是「自己人查自己人」，大律師查錫我表示，案件由警隊內部調查，若最終調查後涉違法行為，蔡展鵬被控告，這不會惹來爭議，但若最終警方稱不涉違法，僅作警隊內部警告，市民便會質疑警隊是否偏私，無助挽救警隊聲譽。查錫我認為若警務處長或特首在意市民對政府的觀感，便應找第三方獨立機構進行調查，查錫我還指出「因公義不止要實踐，還要彰顯於人前」。監警會前委員、香港大學法律學院首席講師張達明表示警隊國安處處長與不法場所有往來屬於事態嚴重，必須嚴肅跟進，要搞清楚蔡展鵬當日在無牌按摩院的角色，蔡是否首次光顧，還是與該無牌按摩院一直有來往，是否涉及色情和黑社會，警方是責無旁貸要盡早澄清。
立法會議員陳克勤在電台節目稱事件不但影響警方形象，陳克勤還稱有警員向他發出訊息指事件可能涉及勾結外國勢力，而在「藍精靈」、「Save HK」等建制派群組則流傳一篇來歷不明的文章，聲稱國安處處長蔡展鵬近一年來生蛇生到上眼，並患上長期腰痛，但蔡為了黨國的安全依然堅持上班，不放假休息，只能夠在午飯時間抽空到按摩院找技師舒緩腰痛，還稱蔡展鵬腰痛仍要上班是「好陰公」。
5月18日，有組織罪案及三合會調查科完成初步調查，有組織罪案及三合會調查科總警司黃維稱暫時看不到蔡展鵬有違法、違規或不道德行為，沒有觸犯任何香港法例，正待律政司指示，才決定下一步行動。黃維又稱警方是在3月下旬的巡查行動中，於灣仔區一間無牌按摩店發現蔡展鵬，並懷疑有人經營色情場所並有賣淫服務，拘捕了6名持有香港身份證的女子，但被捕人士不包括蔡展鵬，黃維又以調查需時及未詳細調查前不會披露案件為理由，沒有如其他同類案件般向傳媒發布時間、地點、被捕人士年齡等資料。
《傳真社》就蔡展鵬涉嫌到無牌按摩院的案件進行調查，並鎖定坊間流傳的涉事無牌按摩院，確定警方是在2021年3月19日（星期五）中午的午後時間，曾經到灣仔譚臣道勝意大樓的「VIET SPA」查牌，而不是警方聲稱的「3月下旬」，這座大廈距離蔡展鵬辦公的灣仔警察總部約8至10分鐘步程，而當時是警隊首長級人員的上班日及辦公時間，不排除蔡展鵬在當值期間離開崗位光顧色情場所。惟香港警務處拒絕向公眾提供該事件的多項基本資料，包括巡查行動的確實日期、發現蔡展鵬的時間，以及無牌按摩院的地址等等。在色情網站Go141原本登有「VIET SPA」的廣告，但有關廣告已從Go141網站移除，記者引述網民指該色情場所在3月尾之後已改名為「Daisy Spa」，網民又稱該按摩院的服務分為兩部分，首先是按摩，之後是性服務，價錢約港幣700至800元不等。記者走訪灣仔譚臣道勝意大樓後，發現經營「VIET SPA」的單位外的招牌已經被拆下及放在門外。傳媒又刊出「VIET SPA」的服務收費表，最基本的600港元有60分鐘服務，包括俗稱「HJ」的手淫及「出火」服務，而最高收費達1000港元，在90分鐘的服務時間內除了手淫，還包含「波推」、「夾腸」、「全高清推」及「侍浴」等服務，有曾經光顧的客人稱該按摩院雖然以「越南妹」作招徠，但實際上是年約20至40餘歲的「北姑」（中國大陸女子），這些女性「按摩師」的衣著都是低胸露背，十分暴露，屬於典型的「邪骨」，「VIET SPA」內設有6個提供服務的房間，各間房內都有獨立浴室。
根據香港法例第266章《按摩院條例》，除了指定的診所、醫管局或私家醫院的物理治療中心，其餘任何為異性提供全身按摩服務的場所，都需要領取牌照，發牌條款對場地的佈置也有所規定，包括提供按摩服務的房間不能上鎖，其他在場人士都能看見服務員及顧客的情況，目的是要防止有人以開辦按摩院為名經營妓院，而具有按摩院發牌權力的便是警務處長。傳媒翻查2021年3月至5月11日，由警方公佈的4次按摩院查牌行動，共搗破13間無牌按摩院，共有23人因為是無牌按摩院的負責人或是違反逗留香港條件而被捕，但並無提及有警務人員涉案。
當日在涉案色情場所被捕的6人，有4人被落案起訴經營賣淫場所等6項控罪，案件於2021年6月2日在東區裁判法院提堂，3名女被告分別是李亦晴（36歲，按摩師）、元秋香（34歲，報稱無業）、張明芳（35歲，按摩師），以及1名男被告胡炳雄（61歲，報稱無業）；元秋香為越南籍，其餘3人為中國籍。各人被控於2020年10月28日、11月5日，以及2021年3月19日，經營及管理賣淫場所等罪名，而該賣淫場所位於灣仔莊士敦道191號至193號勝意大樓1樓A室，亦即「VIET SPA」的地址，各被告暫時無需答辯，裁判官將案件押後至7月21日，各被告獲准保釋，案情指該無牌按摩院被發現向顧客提供手淫等性服務，但未有提述蔡展鵬被發現身處於賣淫場所的情況及角色。
2021年8月，律政司回覆警務處，事件並無牽涉刑事成份，將交由公務員事務局公務員紀律秘書處根據「公務人員管理命令」處理。

## 外部連結
- 警務處對蔡展鵬的介紹 （页面存档备份，存于）